# Colusa
Colusa är en stad (city) i Colusa County, i delstaten Kalifornien, USA. Enligt United States Census Bureau har staden en folkmängd på 6 009 invånare (2011) och en landarea på 4,8 km². Colusa är huvudort i Colusa County.